# Париоли (квартал)
Париоли (итал. Parioli) — район Рима, прилегает к парку вилла Боргезе и историческому центру со стороны площади Del Popolo. Является одним из самых известных районов Рима. 
Париоли начал строиться в соответствии с городским планом в начале XX века и расположился в северной части города между Тибром и стенами Аврелиана. Париоли — район, где живут богатые жители Рима и где расположены один из самых красивых городских парков — Вилла Боргезе и один из лучших в мире зоопарков.
Кроме того, Париоли находится рядом со знаменитой улицей Венето, воспетой в фильмах Федерико Феллини. Ещё в средневековье, когда район Монти Париоли носил название Пелайоло, здесь уже проживали одни из самых известных семей города.
В элегантных зданиях Париоли разместились престижные музеи, офисы, посольства и крупные финансовые компании, а также магазины, кафе и рестораны, посещаемые известными людьми из мира культуры и развлечений. 
Парки Rimembranza и Acqua Acetosa, наряду с Вилла Ада, Villa Glori, Villa Balestra и Monte Antenne делают этот район самым богатым растительностью на весь город.
В северной части Париоли расположились многочисленные спортивные центры и спортклубы, таких видов спорта как футбол, теннис, регби, бейсбол и конное поло.
Здесь находятся: стадион Paolo Rosi, спортивный центр Giulio Onesti и спортивная школа, простирающаяся до Олимпийской деревни, которая была задумана во второй половине пятидесятых годов, как жилой комплекс для спортсменов во время проведения летних Олимпийских игр 1960 года. В настоящее время здесь находятся частные резиденции.
Рядом с Viale Tiziano расположены Дворец спорта и Стадион Flaminio, спроектированные Пьером Луиджи Нерви, перед Олимпийскими Играми 1960 года. Дворец спорта представляет собой сферический купол поддерживаемый колоннами и насчитывает пять тысяч мест. Стадион Фламинио вмещает более пятидесяти тысяч зрителей.
Париоли богат памятниками исторического и художественного интереса, таких как базилика и катакомбы Сан-Валентино. Базилика была возведена по приказу Папы Римского — Юлия I. В то время как комплекс захоронений, хотя и небольшой по размеру, интересен присутствием в нем картин и настенных надписей, датируемых шестым и седьмым веками.
Также здесь находится крупнейший в Европе концертный зал — Auditorium Parco della Musica, осуществлённый в 2002 году по проекту Ренцо Пьяно.
На противоположной стороне, идя на восток вдоль Viale Pilsudski, между парками L’Acqua Acetosa и Вилла Ада, не доходя до Monte Antenne, находится  Соборная Римская мечеть (итал. Moschea di Roma), являющаяся исламским культурным центром в Италии. Строительство мечети было профинансировано королём Саудовской Аравии — Фейсалом. Мечеть была возведена по проекту Паоло Портогези, Витторио Джильотти и Сами Мусави, в период между 1984 и 1995 годами. Структура мечети впечатляет совершенным союзом исламских традиции и современной концепцией архитектурных форм.
Среди католических церквей Париоли наиболее важной является церковь Святого Роберто Беллармино, возведённая на площади Ungheria в начале тридцатых годов прошлого века по проекту Климента Бузиривичи. Она представляет собой один из первых архитектурных экспериментов, направленных предложить обновлённый вид церковных зданий. Материалы, конструкции и декор заметно упрощены от традиционно используемых.
Не далеко от площади Венгрии, находится любимое место встреч жителей города: очаровательная площадь Piazza delle Muse. Это настоящий подвешенный сад, откуда открывается великолепный вид на Рим.